# Brin metróállomás
Brin egy metróállomás Olaszországban, Genova városában a Genovai metró 1-es vonalán.

## Kapcsolódó állomások
A metróállomáshoz az alábbi állomások vannak a legközelebb:
- Dinegro (Brignole, Genoa Metro)